# Achaea monodi
Achaea monodi is een vlinder van de familie van de spinneruilen (Erebidae). De wetenschappelijke naam van deze soort is voor het eerst voorgesteld door Bernard Laporte in een publicatie uit 1975.
De soort komt voor in Ethiopië.